# 趙卿
趙卿（1538年—？），字汝良，號卓菴，直隸鳳陽府泗州衛人，官籍，明朝政治人物。

## 生平
嘉靖四十三年（1564年）甲子科應天鄉試第七十二名舉人，隆慶五年（1571年）中式辛未科會試第二百十五名，三甲第一百七十九名進士。大理寺觀政，授德清縣知縣。萬曆二年（1574年）舉卓异，宴赏纪录，五年七月选授四川道试御史，八年四月复除湖广道试御史，同年丁憂歸。十一年閏二月复除浙江道御史，差巡按山西，十三年巡按广西，养病。十四年十二月复除广东道御史，十五年管京察，因建言被贬为河南汝州判官，未赴任，九月升南京太仆寺丞，十七年四月改尚寶司丞，十二月升光禄寺少卿，十九年三月升太仆寺少卿，被论降调外任，二十年升太仆寺少卿致仕。二十一年三月因考察去職。

## 家族
曾祖趙寬，百戶；祖父趙輗，百戶；父趙漢，封知縣加封御史。母馬氏。